# Перші Сіньяли (Красноармійський район)
Перші Сінья́ли (рос. Первые Синьялы, чув. Çĕньял) — присілок у складі Красноармійського району Чувашії, Росія. Входить до складу Яншихово-Челлинського сільського поселення.
Населення — 43 особи (2010; 59 у 2002).
Національний склад:
- чуваші — 98 %

Стара назва — Сіньяли 1-і.